# مطار لندن لوتن
مطار لندن لوتون (بالإنجليزية: London Luton Airport)‏ (إياتا: LTN، إيكاو: EGGW) هو مطار دولي يقع في مدينة لوتون في مقاطعة بيدفوردشير شرق لندن، ويبعد عن وسط لندن بحوالي 56.5 كيلومتر، ويعتبر في المرتبة الرابعة من خمس مطارات دولية تخدم منطقة لندن.

## نبذة تاريخية

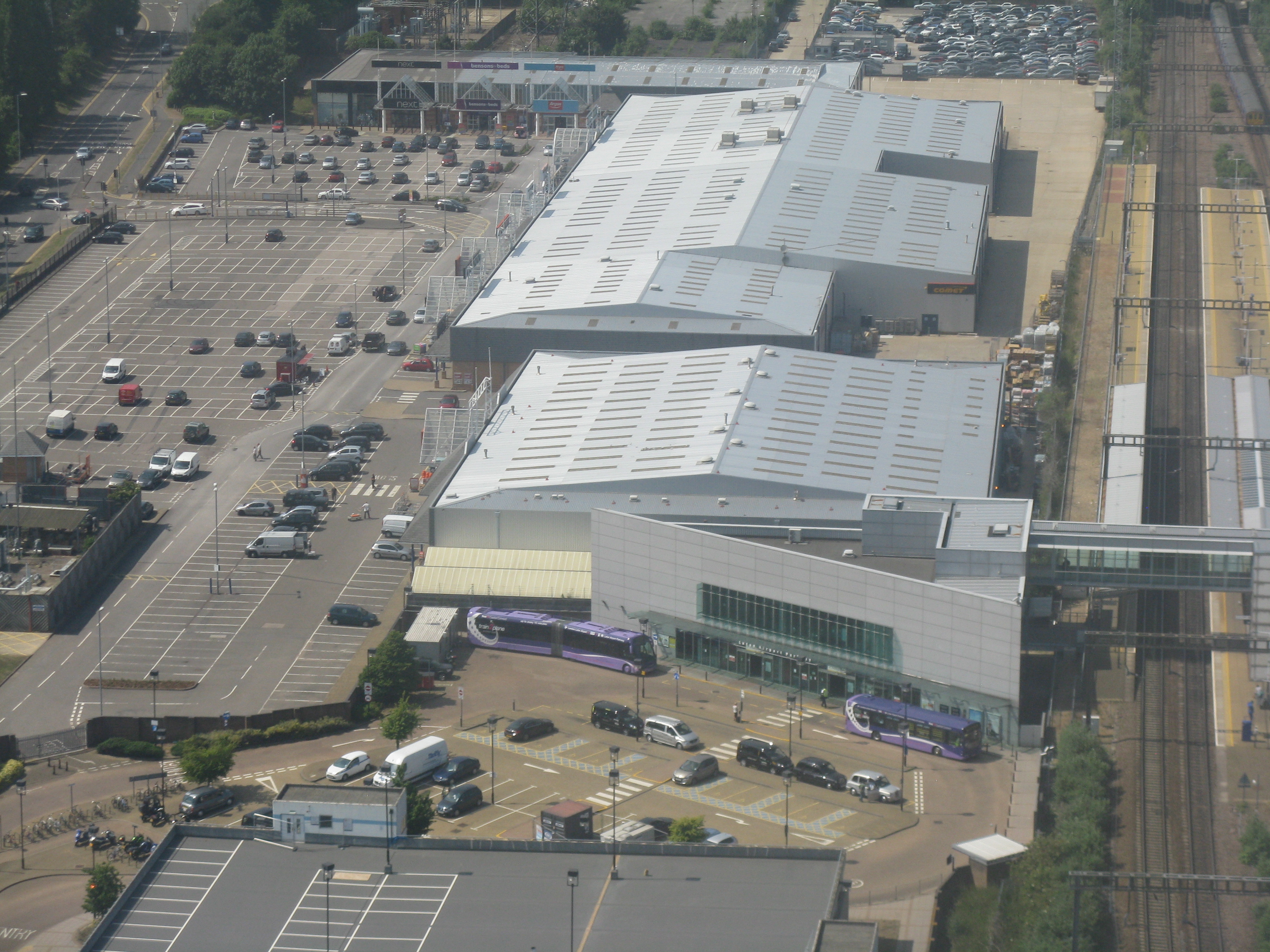
مطار لوتن

خلال الحرب العالمية الثانية قام وزير الطيران في ذلك الوقت كينجسلي وود بإنشاء المطار لاستخدامة من قبل طائرات سلاح الجو البريطاني. وبعد انتهاء الحرب أعيد استخدامه كمطار مدني لإستقبال طائرات الطيران العارض (charter airlines). في الثمانينات والتسعينات من القرن الماضي تعرض المطار لصعوبات مالية مختلفة، نتيجة لمغادرة بعض شركات الطيران التي كانت تتخذ من المطار قاعدة لعملياتها إلى مطارات أخرى مجاورة كمطار ستاندفورد الدولي، وفي عام 1997 قام المجلس المحلي للمدينة بتوقيع عقد امتياز مع شركة عمليات مطار لندن لوتن المحدودة لإدارة وتشغيل المطار تجارياً، وفي عام 1999 افتتحت صالة الركاب الجديدة في المطار والتي تحتوي 60 مكتباً لإنهاء إجراءات السفر، وأنظمة جديدة لمعلومات الرحلات الجوية.

## منشآت المطار

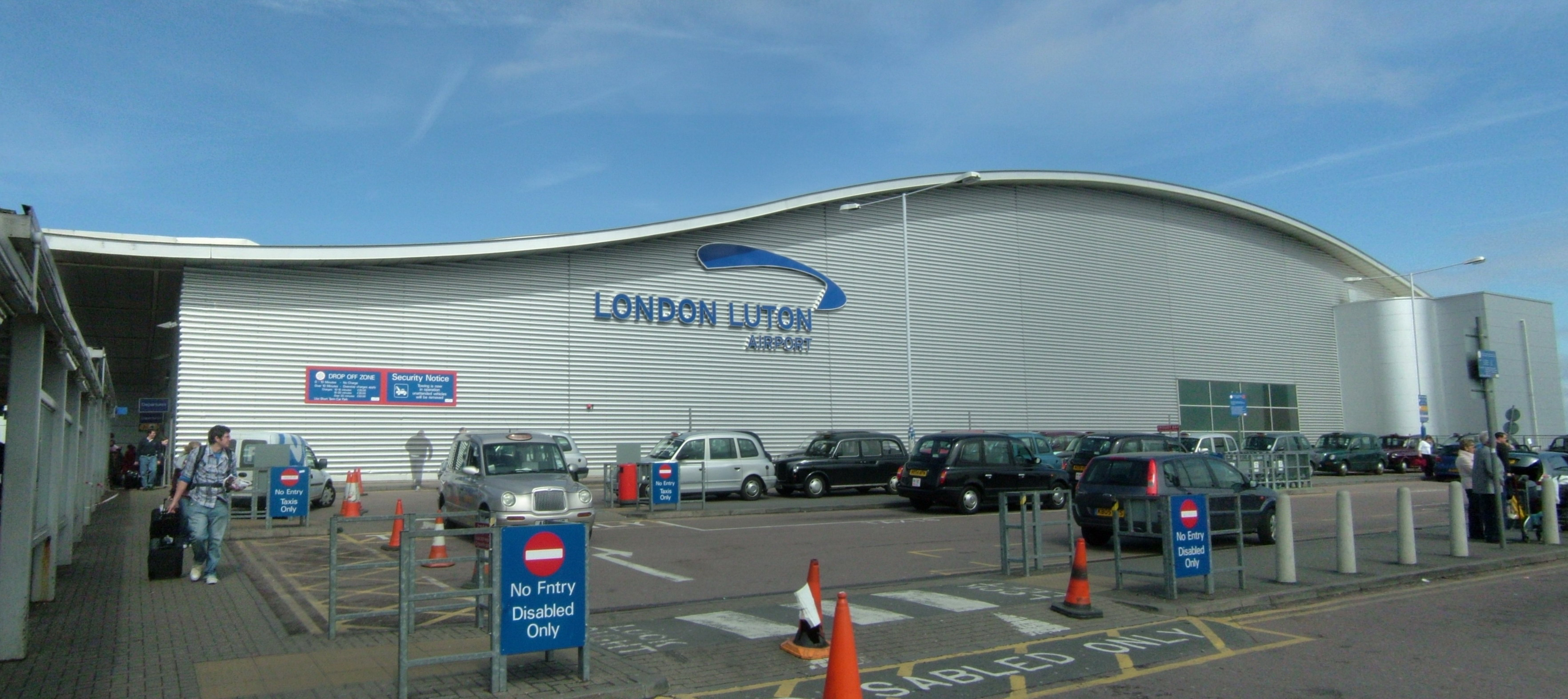
صالة الركاب

يتضمن المطار على مدرج واحد من الشرق إلى الغرب بطول 2160 متر، مجهز بأنظمة مساعدة للهبوط حتى في الأجواء السيئة. جميع منشآت المطار تقع في الجهة الشمالية منه، وتقع أغلب ساحات الوقوف للطائرات في الجهة الشمالية من صالة المطار وتحيط به على شكل حرف (U). يتميز المطار باعتبارة محطة صيانة للطائرات لعدد كبير من شركات الطيران، ولذا تنتشر مجموعة كبيرة من الحظائر في شمال منطقة ساحات الوقوف للطائرات.
يخدم المطار محطة للحافلات بالإضافة إلى طريق للسيارات وخدمات سيارات الأجرة العامة، بالإضافة إلى ساحة للوقوف المؤقت في ساحة المطار بجانب صالة الركاب.

## خطوط وشركات الطيران

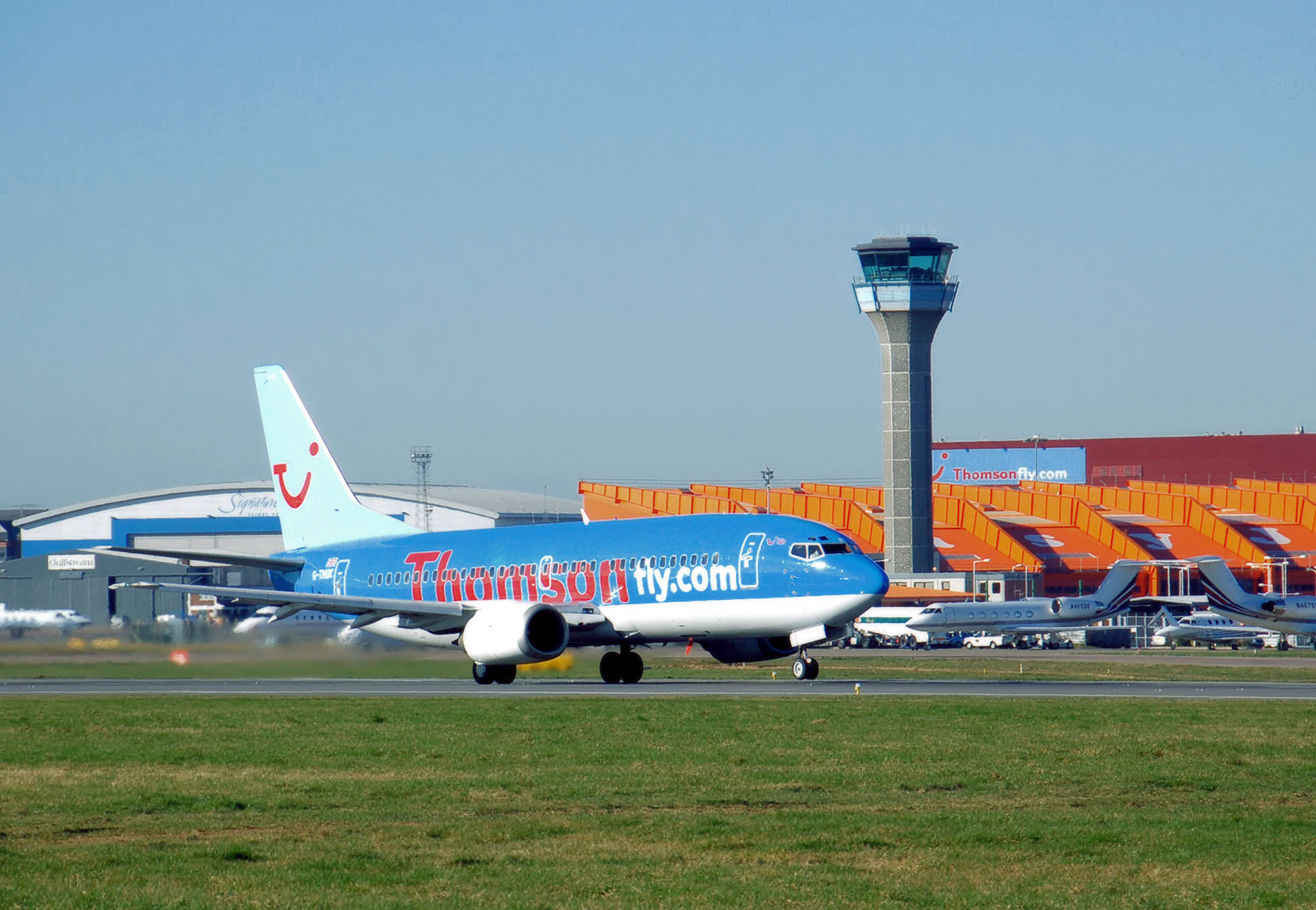
طائرة في مطار لوتون